# Mac OS X v10.6
O Mac OS X 10.6 "Snow Leopard" é um sistema operacional da Apple sucessor da versão 10.5 "Leopard". Steve Jobs, antigo CEO da Apple, anunciou o Snow Leopard na Apple Worldwide Developers Conference (WWDC) em 8 Junho de 2008. O Snow Leopard foi lançado em setembro de 2009, em uma atualização disponível para os usuários do Leopard por $29. Usuários do Tiger podem atualizar com o Mac Box Set, um pacote que inclui o Snow Leopard, iLife '09, e iWork '09.
A atualização para Mac OS X focou em performance, eficiência e em reduzir o consumo de memória, em vez de novas funcionalidades para o usuário. Foi o primeiro Mac OS desde o System 7.1.2 a não suportar a arquitetura PowerPC, abandonada em virtude da nova linha de produtos baseados em processadores Intel.

## Requisitos do sistema
A Apple afirma os seguintes requisitos do sistema Snow Leopard:
- Computador Mac com um processador Intel (processadores IA32 como "Core Solo" e "Core Duo" serão limitados a 32 bits; a próxima arquitetura de processadores x86-64 será capaz de operar em modo 64 bits).
- 1GB de memória RAM.
- 5GB de espaço disponível, ou 12GB caso o usuário deseja instalar as ferramentas de desenvolvimento
- Unidade de DVD (interno, externo ou compartilhado).

Para alguns aplicativos como QuickTime H.264, aceleração de hardware e suporte OpenCL, é necessário um processador de GPU (Nvidia 8600M GT ou superior). O Snow Leopard não possui suporte para Macs PowerPC (como PowerMac, PowerBook, iBook, iMac e Mac Mini fabricados antes de 2006).

## Melhorias e inovações
O Mac OS X "Snow Leopard" possui as seguintes alterações e melhorias:

### Refinamentos para interface do usuário
Sem grandes revisões gerais para a interface existente no Leopard, a Apple reescreveu o Finder em Cocoa para tirar proveito de outras melhorias na nova versão Snow Leopard. Estes incluem:
- Stacks agora permitem visualizar uma subpasta sem lançar o Finder. Também foram modificados para incluir barras de rolagem-pastas com muitos arquivos, além de uma ligeira mudança de interface, agora com uma borda translúcida.[6]
- Atualizações mais rápidas de ícones de arquivos PDF e JPEG.
- Exibição de PDFs e filmes em ícones no Finder.
- Seleção de coluna de texto em documentos PDF, analisando a página.
- Inicialização mais rápida, desligamento mais rápido, instalação mais rápida e estabilização de backups do Time Machine.
- Menos espaço ocupado pelo SO no disco.[7]

### Suporte para o Microsoft Exchange
O Mac OS X Snow Leopard inclui suporte do Microsoft Exchange 2007 nos aplicativos Mail, Address Book , e iCal. Isso faz dos Macs os primeiros computadores a ter suporte embutido ao Microsoft Exchange.

### Endereçamento de 64-bits
O Mac OS X Snow Leopard e todas suas aplicações foram reescritas para utilizar o endereçamento de 64 bits. O que acelera o Quicktime, o Javascript do Safari e a visualização de PDFs.
Aplicativos de 64 bits também aumentam a segurança do sistema, devido à disponibilidade de técnicas de segurança mais avançadas para a proteção contra ataques. Eles usam um mecanismo de passagem de funções mais seguro, além de execuções baseadas em hardware desabilitadas para pilhas de memória. As pilhas do sistema agora usam assinaturas criptográficas reforçadas para prevenir ataques de corrupção de memória.

### Grand Central Dispatch
O Grand Central Dispatch usa processadores de múltiplos núcleos para uma performance mais eficiente. Devido a dificuldades técnicas envolvidas na criação de aplicativos otimizados para núcleos múltiplos, a maioria dos aplicativos não os usa efetivamente. Como resultado, o poder de processamento é frequentemente "desperdiçado". O Grand Central Dispatch inclui APIs para ajudar os programadores a usar eficientemente esses núcleos para programação paralela.
O Grand Central Dispatch alterna o foco da manipulação de threads para si mesmo em vez de deixá-lo para aplicativos específicos distribuírem processos igualmente entre os núcleos e limparem a memória não usada criada por processos inativos ou velhos.

### OpenCL
OpenCL (Linguagem aberta de computação) direciona o poder da Unidade Gráfica de Processamento (GPU) para melhorar o funcionamento de qualquer aplicativo, e não apenas daqueles que  intensificam o uso dos gráficos. O OpenCL ajusta automaticamente o tipo de processador gráfico no Mac, além de fornecer precisão numérica, consertando um problema que tinha prejudicado a programação baseada em GPU no passado.
OpenCL é uma linguagem de programação baseada em C com uma estrutura que já é familiar aos programadores do Mac OS X, dos quais usam Xcode para adaptar o funcionamento de seus programas ao OpenCL. Somente as partes de processo mais intensivo necessitam ser escritas em OpenCL C, sem afetar o resto do código.

### QuickTime X
O QuickTime X baseia-se nas tecnologias de mídia do Mac OS X, como o Core Audio, Core Video e Core Animation, para entregar uma reprodução e eficiência aprimorada, além de maior qualidade. A Apple redesenhou a interface de usuário do QuickTime para assemelhar-se a atual visualização em tela cheia do QuickTime.
QuickTime X utiliza tecnologias do Mac OS X, como Cocoa, Grand Central Dispatch, e computação de 64 bits para oferecer maior performance, e também aproveita o ColorSync para fornecer reprodução de cor de alta qualidade

## Histórico de versões
| Versão | Build   | Data                   |
| ------ | ------- | ---------------------- |
| 10.6   | 10A432  | 28 de agosto de 2009   |
| 10.6   | 10A433  | 28 de agosto de 2009   |
| 10.6.1 | 10B504  | 10 de setembro de 2009 |
| 10.6.2 | 10C540  | 9 de novembro de 2009  |
| 10.6.3 | 10D573  | 29 de março de 2010    |
| 10.6.3 | 10D575  | 1 de abril de 2010     |
| 10.6.3 | 10D578  | 13 de abril de 2010    |
| 10.6.4 | 10F569  | 15 de junho de 2010    |
| 10.6.5 | 10H574  | 10 de novembro de 2010 |
| 10.6.6 | 10J567  | 6 de janeiro de 2011   |
| 10.6.7 | 10J869  | 21 de março de 2011    |
| 10.6.7 | 10J3250 | 21 de março de 2011    |
| 10.6.7 | 10J4138 | 4 de maio de 2011      |
| 10.6.8 | 10K540  | 23 de junho de 2011    |
| 10.6.8 | 10K549  | 25 de julho de 2011    |